# Scoparia psednopa
Scoparia psednopa là một loài bướm đêm trong họ Crambidae.